# Abraham Zapruder
Pour les articles homonymes, voir Zapruder.
Abraham Zapruder, né le 15 mai 1905 à Kovel et mort le 30 août 1970 à Dallas, est un fabricant de vêtements pour dames de Dallas au Texas qui est devenu célèbre pour avoir filmé l'assassinat du président John F. Kennedy, le 22 novembre 1963.
Zapruder filme la scène avec sa caméra personnelle, une Bell & Howell, modèle 414 PD 8 mm Zoomatic série « Director » qu'il avait achetée un an plus tôt. Son film, probablement le film amateur le plus célèbre de tous les temps, est connu sous le nom de Film Zapruder. En tant que témoin de l'assassinat, il est aussi amené à témoigner devant la commission Warren, et lors du procès de Clay Shaw.

## Biographie
Zapruder est né dans une famille juive russe dans la ville de Kovel en Ukraine (alors située dans l'empire russe). En 1920, pendant la guerre civile russe, sa famille émigre aux États-Unis, et s'installe dans le quartier de Brooklyn à New York. Étudiant l'anglais le soir, il trouve un travail comme dessinateur de patrons de vêtement dans le « Garment District » de Manhattan. Il se marie à Lillian en 1933, et le couple aura deux enfants.
En 1941, Zapruder déménage à Dallas pour travailler pour Nardis, une société locale de vêtements de sport. En 1954, il cofonde Jennifer Juniors, Inc., produisant les marques the Chalet et Jennifer Juniors brands. Ses bureaux sont situés dans le Dal-Tex Building, directement de l'autre côté de la rue et en face du Texas School Book Depository[réf. souhaitée].
Zapruder meurt d'un cancer de l'estomac en 1970 à Dallas. Son épouse Lilian meurt en 1993. En 2007, un film, Frame 313, raconte l'histoire de sa vie.
Zapruder faisait partie de la franc-maçonnerie.

## Le film
Zapruder se considère comme démocrate et est un admirateur du président Kennedy. Alors qu'initialement il n'a pas l'intention d'apporter sa caméra, il le fait sur l'insistance de son adjointe. Son appareil est une Bell & Howell, modèle 414 PD 8 mm Zoomatic série « Director », à la fine pointe de l'innovation pour une caméra personnelle à l'époque, et achetée un an plus tôt, en 1962.
Zapruder, debout sur un bloc de béton, attend le long d'Elm Street, l'une de ses employées se tenant derrière lui pour lui éviter de tomber, quand il commence à filmer la limousine présidentielle effectuant un virage en face du dépôt de livres où aurait été posté Lee Harvey Oswald. Les 26,6 secondes suivantes sont saisies sur un film Kodak Kodachrome II safety.
En 1994, ce film est inscrit au National Film Registry[réf. souhaitée].

## Les négociations
Après la confusion qui suit les tirs, Zapruder revient à son bureau. Il croise Harry McCormick, reporter chargé des affaires criminelles au Dallas Morning News, et lui raconte qu’il a enregistré toute la scène. McCormick est également une connaissance de Forrest Sorrels, un agent du Secret Service – agence fédérale chargée de la protection présidentielle – du bureau de Dallas. McCormik propose à Zapruder de lui faire rencontrer Sorrels. Zapruder, qui a entretemps regagné ses bureaux, envoie son assistante à la recherche d'un agent du Secret Service, au cas où McCormick ne trouverait pas Sorrels. Mais McCormick trouve ce dernier à l'extérieur du bureau du shérif sur Main et Houston Streets et, ensemble, ils se rendent chez Zapruder, environ une heure après l'assassinat[réf. souhaitée].
Zapruder accepte de confier à Sorrels son film à condition que celui-ci ne soit utilisé que dans le cadre de l'enquête. Les hommes se présentent alors à la station de télévision WFAA, moins de deux heures après l'assassinat. Zapruder y est interviewé par le directeur des programmes, Jay Watson. Mais WFAA n'est pas en mesure de développer le film, et celui-ci est dès lors envoyé chez Eastman Kodak, où il est développé aussi vite que possible.
Trois copies « de première génération » sont faites, deux étant confiées au Secret Service, et la troisième revenant à Zapruder. Le 25 novembre, Zapruder vend le film à Life Magazine pour un montant de 150 000 dollars, répartis en six paiements annuels de 25 000 $ ; cependant, un accord interdit que l'image numéro 313 (z313) du film, celle qui montre l'explosion de la tête du président, soit publiée. Le premier paiement de 25 000 $ est donné par Zapruder à la veuve de J. D. Tippit, le policier de Dallas qu'aurait abattu Oswald.
Abraham Zapruder est présenté comme le premier (ou l'ancêtre) des « journalistes citoyens » que l'évolution des technologies a fait apparaître en grand nombre dans les années 2000.

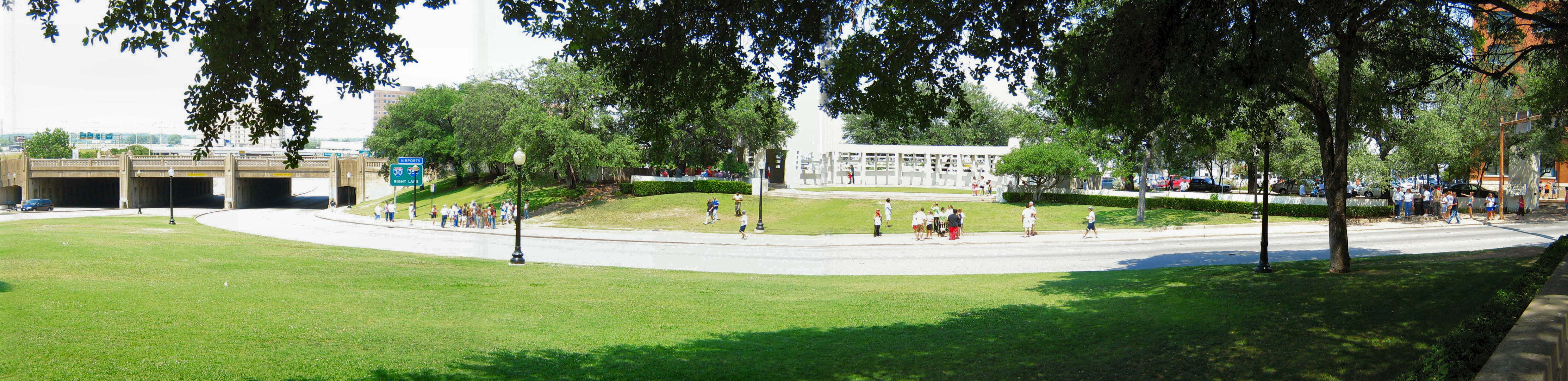
Dealey Plaza. En partant du « triple passage » sous le pont du chemin de fer, à gauche de la photo, et en allant vers la droite en remontant Elm Street, on peut voir : les arbres qui surplombent les palissades derrière lesquelles certains pensent qu'il y avait un tireur, la butte herbeuse avec son petit monument blanc, le côté du bâtiment rouge du Texas School Book Depository à l'extrême droite. L'endroit où le président a été mortellement touché se trouve à gauche du petit monument blanc (la « pergola »), entre les deux réverbères. Abraham Zapruder se tenait sur le socle en béton blanc situé derrière le réverbère au centre de la photo.